# Moše de Leon
Moše de Leon, punim imenom Moše ben Šem Tov (Guadalajara, 1240. – Arevalo, 1305.), židovski rabin i kabalist podrijetlom iz Španjolske za kojeg se vjerovalo da je autor ili redaktor kabalističkog spisa, Zohara.
Većinu života proveo je u Kastilji u rodnom gradu. Zanimao se za Majmonidovu filozofiju, a pod utjecajem Abulafije napisao je djelo o stvaranju naslovljeno Or zarua. Poslije se posvetio proučavanju kabale i kastiljanskih gnostika poput Mošea iz Burgosa i Todra Abulafije.
U razdoblju 1286. – 1295. napisao je mnogo radova o kabali na hebrejskom, među kojima Šošan edut (1286.), Nefeš ha-hahama (1290.) o duši i eshatologiji, te Šekel ha-kodeš (1292.), podrobno izlaganje nauka o sefirot.